# Juan Carlos Ferrero
Juan Carlos Ferrero Donat (Ontinyent, 12 febbraio 1980) è un allenatore di tennis ed ex tennista spagnolo.
È stato il numero 1 del ranking ATP dopo la vittoria al Roland Garros nel 2003 e la sconfitta in finale agli US Open dello stesso anno. Era soprannominato mosquito (zanzara) per la velocità e il fisico agile e scattante. Come allenatore ha seguito dapprima Alexander Zverev e in seguito Carlos Alcaraz, che sotto la sua guida è diventato il più giovane numero 1 del tennis mondiale. I grandi risultati conseguiti da Alcaraz gli sono valsi il premio ATP per il miglior allenatore del 2022.

## Carriera

### Giocatore
Juan Carlos Ferrero, già vincitore della dodicesima edizione del Les Petits As nel 1994, si confermò nel panorama tennistico nel 1998, raggiungendo la finale del torneo juniores del Roland Garros, venendo sconfitto da Fernando González: al termine dell'anno occupava la posizione numero 17 della classifica juniores.
Divenuto professionista nel 1999, stupì subito raggiungendo le semifinali nel primo torneo del tour ATP cui partecipò, a Casablanca. Il suo esordio nei tornei del Grande Slam avvenne agli US Open ad agosto; il mese successivo, ad appena la quinta partecipazione a un torneo professionistico, vinse il suo primo titolo in singolare a Maiorca. Vinse il premio ATP quale migliore esordiente dell'anno.
La sua ascesa proseguì nel 2000, nonostante l'anno si concludesse senza una sua vittoria in singolare: raggiunse la finale a Dubai e a Barcellona e contribuì al successo della squadra spagnola nella finale di Coppa Davis sull'Australia battendo Lleyton Hewitt e Patrick Rafter. Soprattutto, alla sua prima partecipazione al Roland Garros, raggiunse a sorpresa le semifinali, venendo sconfitto da Gustavo Kuerten, che avrebbe poi vinto il titolo, in cinque set.
Nel 2001 Ferrero confermò di essere uno dei giocatori più competitivi sulla terra rossa in circolazione, vincendo i tornei di Estoril, Barcellona e il Master Series di Roma e raggiungendo, per il secondo anno consecutivo, le semifinali a Parigi, sconfitto ancora una volta da Kuerten. Si aggiudicò la vittoria al torneo di Dubai e concluse l'anno alla posizione numero 5 della classifica mondiale.
Nel 2002 raggiunse la finale nel torneo dello Slam da lui più amato, il Roland Garros: tuttavia, nonostante alla vigilia del match fosse il grande favorito, venne sconfitto dal connazionale Albert Costa in quattro set. Vinse a Monte Carlo e a Hong Kong e, al termine dell'anno, raggiunse la finale della Masters Cup a Shanghai, sconfitto da Hewitt in cinque set. Grazie a questo risultato chiuse il 2002 come quarto giocatore del mondo.

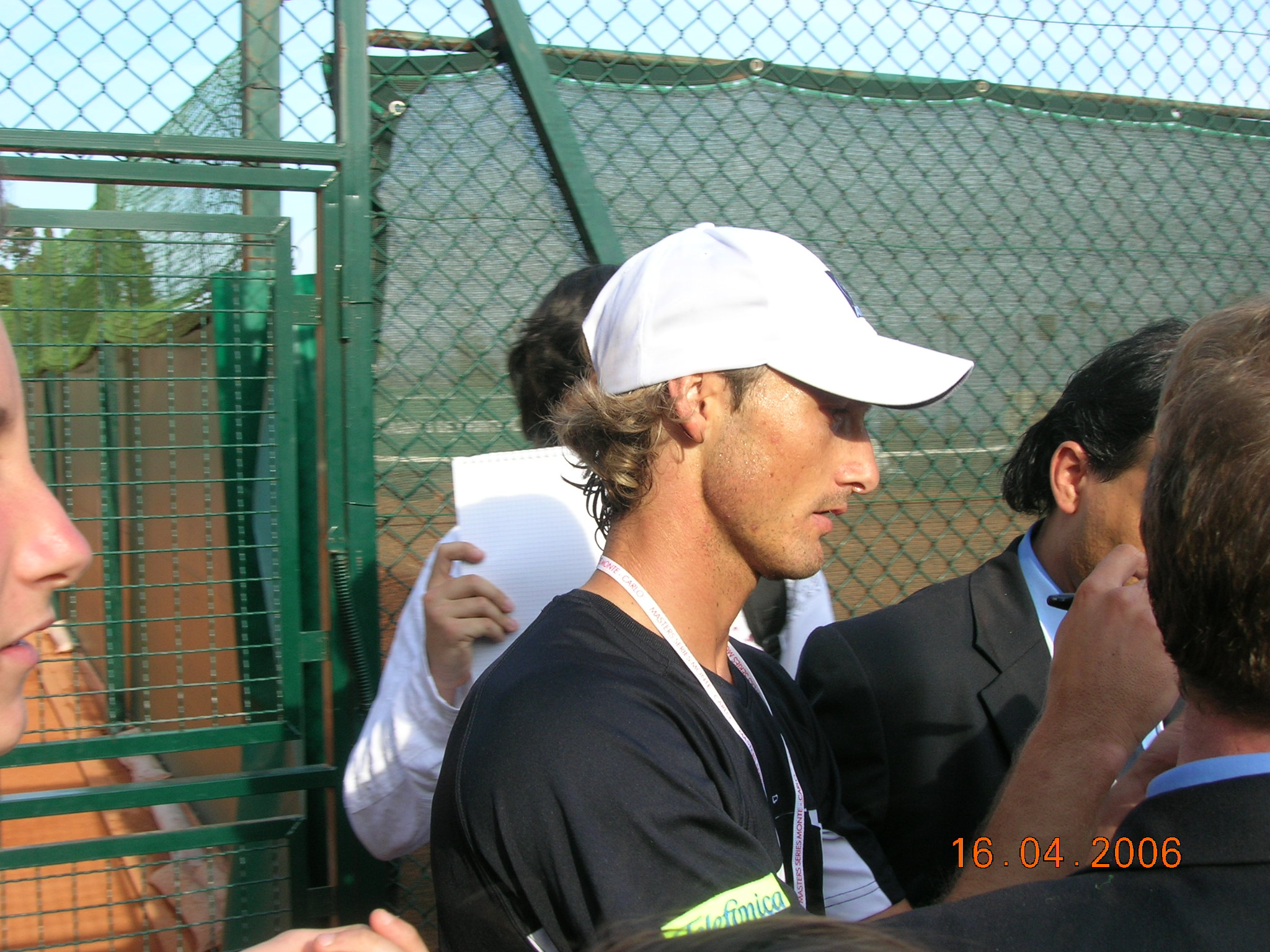
Ferrero mentre firma autografi al Masters Series di Monte Carlo, 2006

Il 2003 fu il suo anno migliore. Nella stagione sulla terra rossa si aggiudicò il titolo a Monte Carlo e a Valencia, per poi finalmente conquistare il torneo cui da tempo gli esperti lo consideravano predestinato, il Roland Garros. In finale si trovò contro la sorpresa del torneo, l'olandese Martin Verkerk, che sconfisse facilmente. Durante l'estate raggiunse gli ottavi di finale sull'erba di Wimbledon, torneo a lui tradizionalmente ostico. A coronamento di un'annata eccezionale raggiunse la seconda finale di uno Slam, agli US Open, eliminando, tra gli altri Hewitt e Andre Agassi in semifinale (vittoria, quest'ultima, che gli assegnò matematicamente il n. 1 del ranking mondiale) e venendo sconfitto da Andy Roddick. Vinse inoltre il titolo indoor di Madrid superando Roger Federer in finale e venne premiato come Sportivo spagnolo dell'anno dal re Juan Carlos I di Spagna. Finì l'anno al n. 3 del ranking.

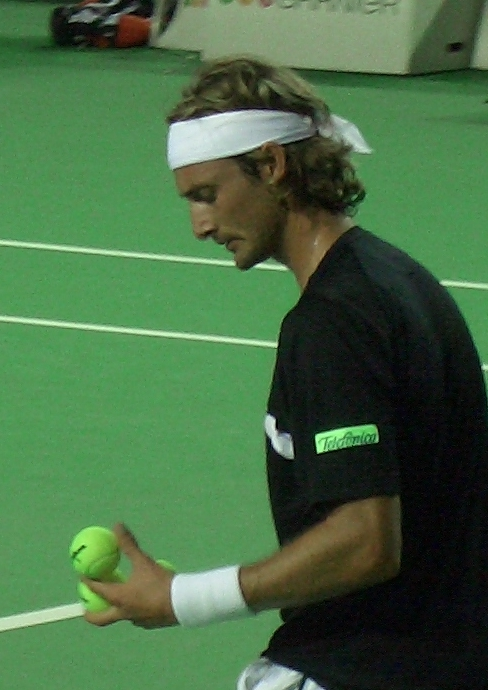
Ferrero agli Australian Open 2006

Il 2004 fu però un anno sfortunato a causa dei frequenti infortuni che ne compromisero i risultati, facendolo sensibilmente calare in classifica. Se agli Australian Open a gennaio riuscì a raggiungere le semifinali, venendo sconfitto da Federer, poco dopo si ammalò di varicella, che lo costrinse a stare lontano dai campi da tennis per l'intero mese di marzo. Al rientro, in aprile, perse al primo turno a Monte Carlo ed ebbe bisogno di un altro mese per riposarsi e recuperare. L'8 maggio, durante una seduta di allenamento, Ferrero ebbe una brutta caduta, infortunandosi alle costole e al polso destro. Si presentò quindi al Roland Garros, dove difendeva il titolo, scarsamente preparato, e perse al secondo turno dal russo Igor' Andreev. Per il resto del 2004 continuò a lottare per ritrovare la forma, e finì l'anno al di fuori dei primi 30 per la prima volta dal 1999.
Nel 2005 Ferrero iniziò a scalare di nuovo le posizioni in classifica, raggiungendo le semifinali a Monte Carlo e le finali a Barcellona e a Vienna. Tuttavia parziali recuperi continuavano ad alternarsi a risultati deludenti. Inoltre, con l'esplosione del talento del giovane Rafael Nadal, aveva perso la sua posizione di tennista spagnolo di punta. Al termine del 2005 occupava la posizione n. 17 in classifica.
Nel 2006 Ferrero ebbe il suo momento di forma migliore al torneo del circuito di Master Series di Cincinnati, in cui raggiunse la finale (la prima in un Master Series dal 2003) battendo i Top 10 James Blake, Rafael Nadal e Tommy Robredo, venendo sconfitto però da Roddick in due set, comunque combattuti.
Nel 2007 Juan Carlos ha raggiunto il suo massimo risultato a Wimbledon, battendo Jan Hájek, Gilles Müller, James Blake e il serbo Janko Tipsarević e perdendo in quarti di finale dal numero uno del mondo e futuro campione Roger Federer, riuscendo comunque a strappargli il servizio e un set, cosa che allora era considerata tutt'altro che scontata. Altri risultati di rilievo sono stati la finale a Costa Do Sauipe in febbraio e la semifinale a Monte Carlo.
Il 2008 inizia positivamente, con la sconfitta in finale al torneo di Auckland e il quarto turno agli Australian Open, dopo una convincente vittoria sull'argentino David Nalbandian. Uno dei periodi migliori dell'anno è stato a maggio nel Masters Series di Roma. Al Foro Italico è approdato agli ottavi di finale, dopo avere battuto facilmente il campione in carica Nadal, Ferrero è stato sconfitto a sorpresa dallo svizzero Stan Wawrinka, che peraltro si confermò in grande forma nel seguito del torneo arrivando in finale. Lo spagnolo, però, dopo la bella vittoria contro il numero 1 della terra battuta Rafael Nadal, non riesce a ripetersi al Roland Garros a maggio, poiché esce al primo turno per un fastidioso infortunio muscolare che precedentemente gli aveva impedito di giocare anche a Barcellona e ad Amburgo.
Nel 2009 torna alla vittoria a Casablanca in finale sul francese Florent Serra (6-4 7-5), spezzando un digiuno che durava da quasi sei anni (anche se c'è da notare che tra il 2004 e il 2008 aveva sempre giocato almeno una finale ATP all'anno). Nello stesso anno raggiunge la finale a Umago dove viene nettamente sconfitto dal russo Nikolaj Davydenko (6-3 6-0) e ben figura negli ultimi due Slam della stagione giungendo fino ai quarti di finale a Wimbledon e fermandosi agli ottavi di finale dello US Open. Chiude l'anno in posizione n.23.
Alla fine del 2009 la carriera da professionista di Ferrero risulta essere caratterizzata da un record di 421 vittorie e 225 sconfitte in singolare; e da 4 vittorie e 23 sconfitte in doppio. Il suo montepremi totale vinto in carriera fino a questa data risulta essere quantificato in 12 588 898 dollari.
Il 2010 sembra segnare il ritorno ad alti livelli del tennista spagnolo, soprattutto nella prima parte dell'anno dove conquista tre finali consecutive (tutte nel mese di febbraio), conquistando nell'ordine, il torneo di Costa do Sauipe disponendo agevolmente del polacco Łukasz Kubot con il punteggio di (6-0 6-1), e il torneo di Buenos Aires in una combattuta finale durata tre set (5-7 6-4 6-3) contro il connazionale David Ferrer; a distanza di una settimana i due spagnoli si sono incontrati nuovamente per disputare la finale del torneo di Acapulco dove questa volta ha avuto la meglio David Ferrer con il punteggio di (3-6 6-3 6-2). Questo filotto di risultati positivi ha portato Ferrero a ridosso della top-ten, consentendogli di raggiungere la posizione n. 14 il 1º marzo 2010. Nei successivi mesi vanno menzionati i buoni risultati ottenuti nel Master 1000 di Miami, sconfitto negli ottavi di finale da Jo-Wilfried Tsonga, i quarti di finale a Montecarlo sconfitto da Rafael Nadal, la semifinale di Stoccarda sconfitto da Albert Montañés, i quarti di finale ad Amburgo sconfitto da Florian Mayer. Infine il 1º agosto 2010 vince nella finale dell'ATP di Umago, in Croazia, con il punteggio di 6-4 6-4 contro l'italiano Potito Starace, conquistando il suo 15º trofeo su un totale di 33 finali disputate. Chiude l'anno in posizione n. 29.
Il 2011 è un anno sfortunato. Causa infortunio salta tutta la prima parte della stagione e perde numerose posizioni nella classifica mondiale. Il suo esordio avviene nel torneo di Barcellona dove approda fino ai quarti di finale sconfitto dal connazionale Nicolás Almagro. Partecipa al Master 1000 di Madrid dove perde al primo turno, e successivamente si deve fermare per un nuovo infortunio. Ritorna sui campi nel mese di luglio al torneo di Stoccarda dove conquista il suo 16º titolo sconfiggendo piuttosto nettamente il connazionale Pablo Andújar con il punteggio di 6-4 6-0. Nel prosieguo della stagione ottiene qualche buon piazzamento: semifinale al torneo di Umago, ottavi di finale allo US Open (unico Slam a cui partecipa), quarti di finale al torneo indoor di Valencia. Chiude l'anno in posizione n. 50.
Il 2012 è un anno negativo dal punto di vista dei risultati. Subisce ben otto sconfitte al primo turno su undici tornei a cui partecipa. Il miglior risultato dell'anno è rappresentato dal 3º turno al torneo Master 1000 di Roma dove perde con lo svizzero Roger Federer a cui riesce a strappare un set. Dopo gli US Open annuncia che il 2012 è il suo ultimo anno da professionista e che darà l'addio dopo la fine del Valencia Open. Gioca il suo ultimo match nel singolare contro Nicolás Almagro mentre nel doppio avanza fino alle semifinali insieme con David Ferrer ma vengono sconfitti dalla coppia Peya-Soares.

### Allenatore
Dopo il ritiro si dedica alla JC Ferrero-Equelite Sport Academy, l'accademia di tennis fondata già nel 1990 dal suo storico allenatore Antonio Martínez Cascales, che lo seguiva da quando Ferrero aveva dieci anni. Il grande progetto fornisce ai tennisti una vasta gamma di infrastrutture tra cui venti campi da tennis e un albergo. Tra i grandi giocatori che hanno scelto l'accademia come base per gli allenamenti vi sono stati David Ferrer, Pablo Carreño Busta, Santiago Ventura, Mariusz Fyrstenberg, Marta Domachowska, Guillermo García López e Nicolás Almagro. In certi periodi dell'anno vi si sono allenate anche Maria Sharapova, Justine Henin, Dinara Safina, ecc. Nel 2014 Ferrero inaugura l'analoga Grand Gemdale-Ferrero International Tennis Academy di Shenzen per formare nuovi campioni cinesi del futuro.
Il 20 luglio 2017 inizia il suo primo incarico di coach per un tennista di alto livello con il ventenne n. 11 del mondo Alexander Zverev, inizialmente solo per la stagione americana sul cemento. Il giocatore tedesco vince subito i primi due tornei disputati sotto la guida di Ferrero al Washington Open e al Masters canadese, e a novembre sale alla 3ª posizione mondiale. Il contratto viene prolungato di un anno, Ferrero mette quindi in secondo piano i suoi impegni all'accademia e rinuncia all'incarico di capitano della squadra spagnola di Coppa Davis che gli era stato offerto. A fine stagione Zverev partecipa per la prima volta alle ATP Finals. I risultati negativi conseguiti all'inizio del 2018 alimentano i dissapori nati tra i due e verso fine febbraio Ferrero rinuncia all'incarico, deluso per la scarsa professionalità di Zverev negli allenamenti e per il suo immaturo stile di vita lontano dai campi di gioco.
Nel settembre successivo arriva all'accademia il quindicenne promessa del tennis spagnolo Carlos Alcaraz il quale migliora sotto il profilo tecnico e tattico, impara nuove tecniche di allenamento, corregge i problemi alimentari e di vita notturna che aveva e rinforza notevolmente la muscolatura. Nei primi anni di permanenza all'accademia viene inoltre affidato a una psicologa, che lo aiuta a rafforzarsi mentalmente e a migliorare i frequenti problemi di alti e bassi che lo limitavano durante i match nell'adolescenza. I risultati non tardano ad arrivare e nel 2022 Alcaraz vince cinque titoli ATP – tra cui gli US Open e i Masters 1000 di Miami e Madrid – e a soli 19 anni diventa il più giovane numero 1 nella storia del tennis mondiale. A fine stagione viene assegnato a Ferrero il premio ATP per il miglior allenatore dell'anno.

## Statistiche

### Finali del Grande Slam (3)

#### Vinte (1)
| Anno | Torneo                  | Avversario in finale | Punteggio     |
| 2003 | Open di Francia, Parigi | Martin Verkerk       | 6–1, 6–3, 6–2 |

#### Perse (2)
| Anno | Torneo                  | Avversario in finale | Punteggio          |
| 2002 | Open di Francia, Parigi | Albert Costa         | 1–6, 0–6, 6–4, 3-6 |
| 2003 | US Open, New York       | Andy Roddick         | 3–6, 6(2)–7, 3–6   |

### Singolare

#### Vittorie (16)
| Legenda                   |
| Grande Slam (1)           |
| ATP World Tour Finals (0) |
| ATP Masters 1000 (4)      |
| ATP World Tour 500 (2)    |
| ATP World Tour 250 (9)    |

| Legenda superfici |
| Cemento (3)       |
| Terra (13)        |
| Erba (0)          |
| Sintetico (0)     |

| Numero | Data              | Torneo                                       | Superficie     | Avversario in finale | Punteggio               |
| 1.     | 13 settembre 1999 | Open de Tenis Comunidad Valenciana, Maiorca  | Terra rossa    | Àlex Corretja        | 2-6, 7-5, 6-3           |
| 2.     | 26 settembre 2001 | Dubai Tennis Championships, Dubai            | Cemento        | Marat Safin          | 6-2, 3-1 rit.           |
| 3.     | 9 aprile 2001     | Estoril Open, Estoril                        | Terra rossa    | Félix Mantilla       | 7-6(3), 4-6, 6-3        |
| 4.     | 23 aprile 2001    | Torneo Godó, Barcellona                      | Terra rossa    | Carlos Moyá          | 4-6, 7-5, 6-3, 3-6, 7-5 |
| 5.     | 7 maggio 2001     | Internazionali BNL d'Italia, Roma            | Terra rossa    | Gustavo Kuerten      | 3-6, 6-1, 2-6, 6-4, 6-2 |
| 6.     | 15 aprile 2002    | Monte-Carlo Rolex Masters, Monte Carlo (1)   | Terra rossa    | Carlos Moyá          | 7-5, 6-3, 6-4           |
| 7.     | 23 settembre 2002 | Hong Kong Open, Hong Kong                    | Cemento        | Carlos Moyá          | 6-3, 1-6, 7-6(4)        |
| 8.     | 14 aprile 2003    | Monte-Carlo Rolex Masters, Monte Carlo (2)   | Terra rossa    | Guillermo Coria      | 6-2, 6-2                |
| 9.     | 28 aprile 2003    | Open de Tenis Comunidad Valenciana, Valencia | Terra rossa    | Christophe Rochus    | 6-2, 6-4                |
| 10.    | 26 maggio 2003    | Open di Francia, Parigi                      | Terra rossa    | Martin Verkerk       | 6-1, 6-3, 6-2           |
| 11.    | 13 ottobre 2003   | Mutua Madrileña Madrid Open, Madrid          | Cemento indoor | Nicolás Massú        | 6-3, 6-4, 6-3           |
| 12.    | 12 aprile 2009    | Grand Prix Hassan II, Casablanca             | Terra rossa    | Florent Serra        | 6-4, 7-5                |
| 13.    | 14 febbraio 2010  | Brasil Open, Bahia                           | Terra rossa    | Łukasz Kubot         | 6-1, 6-0                |
| 14.    | 21 febbraio 2010  | Copa Telmex, Buenos Aires                    | Terra rossa    | David Ferrer         | 5-7, 6-4, 6-3           |
| 15.    | 1º agosto 2010    | Croatia Open Umag, Umago                     | Terra rossa    | Potito Starace       | 6-4, 6-4                |
| 16.    | 17 luglio 2011    | Mercedes Cup, Stoccarda                      | Terra rossa    | Pablo Andújar        | 6-4, 6-0                |

#### Finali perse (18)
| Legenda                         |
| Grande Slam (2)                 |
| Tennis Masters Cup (1)          |
| ATP World Tour Masters 1000 (2) |
| ATP World Tour 500 Series (6)   |
| ATP World Tour 250 Series (7)   |

| Numero | Data              | Torneo                                      | Superficie       | Avversario in finale  | Punteggio                  |
| 1.     | 14 febbraio 2000  | Dubai Tennis Championships, Dubai           | Cemento          | Nicolas Kiefer        | 5-7, 6-4, 3-6              |
| 2.     | 24 aprile 2000    | Torneo Godó, Barcellona (1)                 | Terra rossa      | Marat Safin           | 3-6, 3-6, 4-6              |
| 3.     | 21 maggio 2001    | German Open Hamburg, Amburgo                | Terra rossa      | Albert Portas         | 6-4, 2-6, 6-0, 6(5)-7, 5-7 |
| 4.     | 16 luglio 2001    | Allianz Suisse Open Gstaad, Gstaad          | Terra rossa      | Jiří Novák            | 1-6, 7-6(5), 5-7           |
| 5.     | 10 giugno 2002    | Open di Francia, Parigi                     | Terra rossa      | Albert Costa          | 1-6, 0-6, 6-4, 3-6         |
| 6.     | 29 luglio 2002    | Generali Open, Kitzbühel                    | Terra rossa      | Àlex Corretja         | 4-6, 1-6, 3-6              |
| 7.     | 18 novembre 2002  | Tennis Masters Cup, Shanghai                | Sintetico indoor | Lleyton Hewitt        | 5-7, 5-7, 6-2, 6-2, 4-6    |
| 8.     | 13 gennaio 2003   | Medibank International, Sydney              | Cemento          | Hyung-Taik Lee        | 6-4, 6(6)-7, 6(4)-7        |
| 9.     | 8 settembre 2003  | US Open, New York                           | Cemento          | Andy Roddick          | 3-6, 6(2)-7, 3-6           |
| 10.    | 29 settembre 2003 | Thailand Open, Bangkok                      | Cemento indoor   | Taylor Dent           | 3-6, 6(5)-7                |
| 11.    | 23 febbraio 2004  | ABN AMRO World Tennis Tournament, Rotterdam | Cemento indoor   | Lleyton Hewitt        | 7-6(1), 5-7, 4-6           |
| 12.    | 25 aprile 2005    | Torneo Godó, Barcellona (2)                 | Terra rossa      | Rafael Nadal          | 1-6, 6(4)-7, 3-6           |
| 13.    | 17 ottobre 2005   | Vienna Open, Vienna                         | Cemento indoor   | Ivan Ljubičić         | 2-6, 4-6, 6(5)-7           |
| 14.    | 21 agosto 2006    | W&S Masters & Women's Open, Cincinnati      | Cemento          | Andy Roddick          | 3-6, 4-6                   |
| 15.    | 19 febbraio 2007  | Brasil Open, Costa do Sauípe                | Terra rossa      | Guillermo Cañas       | 6(4)-7, 2-6                |
| 16.    | 12 gennaio 2008   | Heineken Open, Auckland                     | Cemento          | Philipp Kohlschreiber | 6(4)-7, 5-7                |
| 17.    | 2 agosto 2009     | Croatia Open Umag, Umago                    | Terra rossa      | Nikolaj Davydenko     | 3-6, 0-6                   |
| 18.    | 28 febbraio 2010  | Abierto Mexicano Telcel, Acapulco           | Terra rossa      | David Ferrer          | 3-6, 6-3, 1-6              |

### Performance negli Slam
| Torneo          | 2012 | 2011 | 2010 | 2009 | 2008 | 2007 | 2006 | 2005 | 2004 | 2003 | 2002 | 2001 | 2000 | 1999 | Carriera |
| --------------- | ---- | ---- | ---- | ---- | ---- | ---- | ---- | ---- | ---- | ---- | ---- | ---- | ---- | ---- | -------- |
| Australian Open | 1T   | -    | 1T   | 1T   | 4T   | 2T   | 3T   | 3T   | SF   | QF   | -    | 2T   | 3T   | -    | 0        |
| Roland Garros   | 2T   | -    | 3T   | 2T   | 1T   | 3T   | 3T   | 3T   | 2T   | V    | F    | SF   | SF   | -    | 1        |
| Wimbledon       | 1T   | -    | 1T   | QF   | 2T   | QF   | 3T   | 4T   | 3T   | 4T   | 2T   | 3T   | -    | -    | 0        |
| US Open         | -    | 4T   | 3T   | 4T   | -    | 1T   | 2T   | 1T   | 2T   | F    | 3T   | 3T   | 4T   | 1T   | 0        |
| Masters Cup     | -    | -    | -    | -    | -    | -    | -    | -    | -    | RR   | F    | SF   | -    | -    | 0        |